# Ciutat de les Arts i les Ciències (barri de València)
La Ciutat de les Arts i les Ciències és un barri de la ciutat de València inclòs al districte de Quatre Carreres.
Està situat a l'est del districte i té una forma triangular marcat pel Jardí del Túria al nord-est, per la Ronda Sud de València al sud-est i per la inconclosa avinguda de l'Alcalde Gisbert Rico a l'oest.
És travessat per vies com l'avinguda de l'Institut Obrer Valencià, el carrer Amado Granell i l'inici de l'autopista del Saler (tram actualment urbanitzat dins el nucli urbà de la ciutat), eixida natural de València cap al Parc Natural de l'Albufera i les seues pedanies del sud com El Saler.
Limita al nord-est amb el barri de Penya-roja al districte de Camins al Grau, al sud-est amb el barri de la Punta i a l'oest amb el barri de na Rovella i una xicoteta part de la Fonteta de Sant Lluís.

## Nom
El nom del barri li ve donat pel complex cultural, arquitectònic i d'oci de la Ciutat de les Arts i les Ciències, dissenyat per l'arquitecte valencià Santiago Calatrava amb la col·laboració del madrileny Félix Candela durant la dècada dels 1990 i els primers anys del segle XXI.

## Història
Entre els edificis de la Ciutat de les Arts i les Ciències i el Jardí del Túria hi havia una de les quatre carreres que van donar nom al districte (Quatre Carreres), concretament la Carrera del Riu que comunicava l'antic poble de Russafa vorejant pel sud el riu Túria amb Montolivet i el poblat marítim de Natzaret.
Altra de les quatre carreres travessava l'actual barri, la Carrera de la Font d'En Corts, de la que actualment no queda rastre al barri per haver estat urbanitzada recentment tota aquesta zona. La Carrera de la Font d'En Corts encara es pot recorre al veí barri de la Punta direcció a Mercavalència, ja fora del barri de la Ciutat de les Arts i les Ciències.
Baix el pont de l'Assut de l'Or es trobava l'assut conegut com de l'or per la séquia de l'Or que antigament naixia a aquest assut des d'on agafava aigua del riu Túria per a regar els camps de l'horta de la Punta i Natzaret. La séquia de Rovella també travessava la zona sud del barri.
Històricament s'esperava convertir l'avinguda de l'Alcalde Gisbert Rico en una gran avinguda diagonal de la ciutat, i possiblement com a part del projecte de la ronda de bulevards de la ciutat. Aquest projecte va ser substituït pel traçat de l'actual Ronda Sud de València i per la construcció de la Ciutat de les Arts i les Ciències, que van modificar els plans inicials.

## Elements importants
El complex de la Ciutat de les Arts i les Ciències i el Jardí del Túria són dos dels principals elements del barri.
El Palau de les Arts Reina Sofia, l'Hemisfèric, el Museu de les Ciències Príncep Felip, l'Umbracle, el Pont de l'Assut de l'Or, l'Àgora i l'Oceanogràfic són les principals construccions del complex.
L'edifici de la Ciutat de la Justícia acull el deganat dels jutjats de València, i el centre comercial El Saler amb sales de cinema.
El "Berklee College of Music" de Boston s'instal·larà a la "Torre de la Música" (Centre Internacional de Música de València), ara en construcció al barri, igual que el nou edifici de l'Escola Oficial d'Idiomes de València.

## Transports
L'EMT de València disposa de diverses línies pel barri, sobretot pels voltants de la Ciutat de les Arts i les Ciències. Un bus turístic de València també té parada ací, i la línia 2 de tramvia de MetroValencia connecta ràpidament el centre de la ciutat amb el barri i amb Natzaret. Tres estacions de la línia donar servei al barri: l'Estació dels Germans Maristes (al carrer Amado Granell), l'Estació de la Ciutat de les Arts i les Ciències (a la Ronda Sud) i l'Estació de L'Oceanogràfic (al camí de les Moreres).